# Хотби, Джон
Джон Хо́тби (лат. Johannes Ottobi, Octobi; англ. John Hothby) (родился около 1430, умер в октябре или ноябре 1487 в Англии) — английский теоретик музыки и музыкальный педагог. С 1467 года работал в Италии (в Лукке), где писал небольшие труды преимущественно дидактической направленности, на латинском и итальянском языках.

## Краткий очерк жизни и творчества
О юных годах и о базовом образовании Хотби ничего неизвестно. В 1451 году он стал субдиаконом (незначительный духовный сан) в кармелитском монастыре Нортгемптона. После переезда в Италию учился в Павийском университете, где его сокурсником был музыкант Иоанн Французский (Хотби называет его Johannes Legiensis). В 1467 году — руководитель певчих и учитель музыки в школе при кафедральном соборе св. Мартина в Лукке; позже там же преподавал теологию, математику и грамматику. Возможно, был знаком с Лоренцо Медичи (сохранилось его письмо к герцогу от 17.11.1469). Хотби путешествовал (с невыясненными целями) по Италии, Германии, Испании и Франции. В марте 1486 года отправился в Англию, куда был приглашён (вероятно, как прославленный педагог) Генрихом VII. Умер на обратном пути из Англии в Италию в октябре или ноябре 1487 года.
Хотби писал свои дидактические работы на протяжении примерно 20 лет (после переезда в Италию) только «для внутреннего употребления», не планируя их обнародовать. По этой причине ни одна из работ не имеет законченной формы и даже стабильного заголовка, по которому учёные обычно идентифицируют источник. Разные (сохранившиеся) рукописи содержат разные версии текстов на один и тот же предмет (деление монохорда, учение о «музыкальных» пропорциях, musica plana, musica mensurabilis, контрапункт) на латинском или итальянском языке, либо в смешении того и другого. Считается, что эти версии представляют собой конспекты лекций, составленные его итальянскими учениками. 
Три текста Хотби («Epistola» на итальянском языке, «Excitatio quedam musice artis per refutationem» и «Dialogus in arte musica» на латыни; каждый сохранился в единственной копии, вариантов нет) — не учебники, а скорее небольшие научные трактаты. Основное их содержание — полемика с идеями «авангардиста» Б. Рамоса де Парехи, высказанными в его трактате «Musica practica» (1482).
Хотби опирался как на «старые» авторитеты (Боэций, Гвидо Аретинский), так и на недавних предшественников (Иоанн де Мурис, Маркетто Падуанский). Внешне консерватор, под маской странных или видоизменённых «классических» понятий он фактически внедрял интересные новшества, например, в описаниях мутаций доходил вплоть до 5 диезов или 5 бемолей. В «Письме» (Epistola) неназванному клирику Хотби описывает сконструированный им инструмент с дополнительными «красными клавишами», необходимыми для микрохроматической коррекции фальшивых созвучий.
Музыкально-теоретические труды Хотби частично изданы Гилбертом Рини (CSM 26, CSM 31 и CSM 39) и Альбертом Си (CSM 10). Наиболее крупная компиляция дидактических трудов «Tractatus quarundam regularum artis musice» («Трактат о некоторых правилах музыкального искусства»), сохранившаяся в двух рукописях (GB-Lbl Add.36986, ff.2–24v; I-Fn Pal.472, ff.9–15), по состоянию на 2025 год не издана.
Сохранились 9 многоголосных музыкальных композиций Хотби, из которых наиболее интересны баллада «Tard'il mio cor» и строфическая песня «Amor», написанная по стилевому шаблону шлягера «O rosa bella» (предположительный автор песни — Дж. Бедингем).